# San Giovanni di Gerace
San Giovanni di Gerace és un comune (municipi) de la Ciutat metropolitana de Reggio de Calàbria, a la regió italiana de Calàbria, situat a uns 70 km al sud-oest de Catanzaro i a uns 60 km al nord-est de Reggio de Calàbria. A 1 de gener de 2019 la seva població era de 461 habitants.
San Giovanni di Gerace limita amb els municipis de Grotteria i Martone.